# 秋山和彦
秋山 和彦（あきやま かずひこ、 1973年1月3日 - ）は、日本の指圧師、元毛ガニ漁師、TBS『SASUKE』史上初の完全制覇者、SASUKEオールスターズの1人、クイックマッスル世界記録保持者（307回）。逢和治療院院長。体脂肪率10.4%（2022年時点）。2児（長男・次男）の父。

## 来歴
高校時代にレスリングでオリンピック出場を目指し、卒業後に自衛隊に入隊も、先天性の弱視で夢を断念し、父親の後継ぎで毛ガニ漁師になるも、船舶免許を取得できずに断念。指圧師の資格取得に向けて北海道高等盲学校（現・北海道札幌視覚支援学校）に入学。
1996年、23歳の時に『筋肉番付』で行われた「クイックマッスル全国選手権」に出場。準決勝で山田勝己に敗れたが、同大会の2回戦で、最高記録保持者の朝野公平を相手に、307回の大会最高記録を叩き出し勝利した。
1998年、クイックマッスルでの活躍が評価され、25歳の秋に開催された『SASUKE』第2回大会にゼッケン100番をつけて初出場。後述の弱視というハンデを抱えながらも、2nd STAGEまで進出。
1999年、第4回に史上初の完全制覇を達成。2006年秋の第17回に、長野誠が完全制覇を達成するまでの7年間に渡って唯一の完全制覇者だった。
2000年、結婚。
2012年、アームレスリング世界王者という新しい夢を追いかけ、『SASUKE』第28回大会を以て引退を発表した。
2022年12月27日放送の『SASUKE』第40回記念大会に、10年ぶりに出場した。

## 人物

### 弱視
先天性の弱視を患っており、それにより数々の夢を断念してきた。先述の通り、高校時代から始めたレスリングでオリンピックに出場するため自衛隊に入隊して練習してきたが、弱視のためにこの夢を諦めた。その後、父の後を継いで毛ガニ漁師となったものの、船舶免許を取得できないため家業を継ぐことができずに断念。その後は、指圧師の資格を取るため、鍼灸の専門学校である北海道高等盲学校に入学。完全制覇達成で獲得した賞金200万円で、自身が院長を務める治療院を設立した。設立当初の名称は「秋山治療院」であり、2005年にはオールスターズの仲間からの提案で「逢和治療院」へと改名した。
弱視のハンデゆえに飛びつくエリアが非常に苦手であるが、トランポリンを購入して目を閉じてもネットが掴めるようになるまで練習するなど、完全制覇後も努力を惜しまなかった。また、第6回前には地上数十メートルの橋にクリフハンガーの要領でぶら下がり、何も身につけずに渡りきるという命がけのトレーニングを行っていた。
当初、秋山の弱視は本人の意向により伏せられており、番組サイドは以前からそのハンディを把握していたが、'96年の『筋肉番付』出演から'99年春の『SASUKE』第3回大会まで秋山の弱視が番組で言及されることはなかった。'99年秋の第4回大会で完全制覇達成後、現・総合演出の乾雅人は、秋山本人に番組で弱視を公表して良いかを訊ねたところ、断られたという。しかし、乾は「『ハンディがあったって、普通の人ができないこんなすごいことができるぜ』と語ることは意味があるんじゃないか」と秋山を説得し、放送で使用する許可を得ることができたと語っている。

### 影響
総合演出の乾雅人は、SASUKEのテーマとして掲げている「名もなきアスリートたちのオリンピック」は、秋山が発端だったことを明かしている。

### 愛称
毛ガニ漁師だったことから、当時の実況者である古舘伊知郎には「毛ガニの秋山」の愛称で呼ばれた。古舘はその他にも、1st STAGEのスタート地点で秋山が抱えている毛ガニを「守護神」、秋山の鍛え抜かれた肉体を「背中はまるで渡りガニ状態」、第2〜4回には「一人かに道楽」など、毛ガニ関連の愛称を数多く残している。

### SASUKE
出場時は上半身裸で赤色の半ズボン、スタート台では右手に毛ガニを持った姿がお馴染みだが、第2回はグレーの半ズボン、第4回FINALは濃紺の半ズボン、第4回3rd・第6回では赤の長ズボンなど、稀に異なっていたが、第7回以降赤の半ズボンで定着。

## エピソード
『SASUKE』では第2・3回大会と2nd STAGE・ウォールリフティングでタイムアップ。このリタイアには、スパイダーウォークでレスリングシューズで挑戦し、アクリル板と相性が悪かったことでタイムロスを強いられたことが起因している。競技前に周囲から「足袋の方がいい」と言われるも、その意見を取り入れずに挑んでしまいリタイアに終わったが、第4回大会で足袋を履いて挑んだところ、圧倒的に早く進み「人の言うことは聞くもんだ」と述懐している。
第38・39回に出場したせいや（霜降り明星）が、当時の秋山を彷彿とさせる格好で出場し、それをテレビで観ていた秋山は、放送後に「めちゃくちゃ嬉しいです」と乾に連絡していた。そのせいやとは、第40回出場に伴い緑山で初めて共演した。

## SASUKEでの戦歴

### 大会ごとの戦歴

#### 第2回大会〜第3回大会
第2回に初出場。「クイックマッスル全国選手権」最高記録307回の活躍が評価され、ゼッケン100番で初出場。1stステージを18.63秒残して難なく突破。しかし2ndステージは弱視の影響によって暗闇の中の障害物がよく見えず、動く壁を中心とするスパイダーウォークでタイムロス。最終エリアのウォールリフティングでタイムアップとなる（ゼッケン100）。
第3回は、1stを残り3.6秒で突破した。しかし2ndでは、前回同様スパイダーウォークで時間を費やし、直後の五連ハンマー前では約7秒の立ち往生。最後はウォールリフティングでタイムアップとなった（ゼッケン99）。

#### 第4回大会 （完全制覇）
第4回は1stを20.92秒残しで突破。2ndでスパイダーウォーク、五連ハンマーをハイペースで突破し、最後はゴール前でバック宙を披露し、7.4秒残しで初めて2ndをクリアした。
初挑戦の3rdステージでは、プロペラうんていで終始片手一本でぶら下がる余裕を見せ、新設されたクリフハンガーも突破。パイプスライダーではバーのスライドに苦戦し、ゴールに飛び移った際に飛距離が足りず両足を踏み外すも、腕の力でゴールにしがみ付いてクリア。
唯一の進出者となったFINALステージでは、綱登りを驚異的な速さで登りきり、6.07秒を残して史上初の完全制覇を達成。頂上では実況の古舘に感想を求められ「やっぱり気分いいです。ずっと一番になりたかったので。スタッフの皆さんにチャンスを何回ももらっていたのに自分のものにできなくて、本当申し訳ないと思ってたので良かったです」と語っている（ゼッケン86）。
この完全制覇を達成したシーンは『サスケマニア』で募集された「SASUKE名場面BEST10」で視聴者から多くの票を集め、第2位に選出された。SASUKEオールスターズの山本進悟もこの場面を選び、「当時（ファイナルを）クリアするのは無理だと思ってたから、秋山君のクリアで、あ、いけるんだと思いました」というコメントを残している。
また、総合演出の乾雅人は、2018年のインタビューにて『過去に一番印象に残っているシーン』として秋山の完全制覇をあげている。前述の通り、秋山の弱視は本人の意向により伏せられていたが、「『ハンディがあったって、普通の人ができないこんなすごいことができるぜ』と語ることは意味があるんじゃないか」と説得し、番組で公表をする運びになったという。
完全制覇達成による賞金200万円で、念願であった自身の治療院を設立。それにより第5回は欠場している。

#### 第6回大会〜第10回大会
第6回は自身の完全制覇による全面リニューアルから初の出場。ゼッケン100番で登場も、初挑戦のジャンプハングでトランポリンの前方を踏んでしまい、バランスを崩して落下し自身初の1stリタイア。タオルに顔を埋めて泣き崩れ、盟友の山田勝己が歩み寄り励ます場面もあった。なお、今大会のみスタート地点で毛ガニを抱えていなかった（ゼッケン100）。
第7回は1stジャンプハングのネットを掴んだものの、反動で落下。弱視でエリアが見えにくいことが災いした。自身初の2大会連続での1stリタイアとなった（ゼッケン99）。
第8回は17万円のトランポリンを購入し、自宅で何度も練習を重ねたものの、再びジャンプハングでリタイア。後のインタビューでは「今までやってきたことが無駄になったなというか、応援してくれていた皆に申し訳ないです」と語っている（ゼッケン99）。
第9回は大会前に引退を示唆する発言をし、ゼッケン100番での出場。しかしスタートエリアの五段跳びでバランスを崩し、左足のつま先が着水。周囲も本人も唖然の結果となってしまった（ゼッケン100）。
大会終了後に放送された『ZONE』では、自身の競技終了後に引退するか続行するかに苦悩し、「これができなければ引退」と呟きながら挑んだジャンプハングを初めて成功させ、SASUKE続行に前向きになった姿が放送された。
第10回は70万円の費用を投じ、自宅に本物よりも高いそり立つ壁や、前回登場の新エリア・ランプグラスパーなどのセットを作り対策。肌を焼き、ヒゲも生やし、心機一転で挑んだ。3大会連続で脱落していたジャンプハングを初めて攻略するも、練習を積んだそり立つ壁でタイムアップ。これで完全制覇後、5大会連続1stリタイアとなる。後のインタビューでは「ジャンプハングを下ってるとき、もう1st STAGEいけるって思ったのが、気抜けちゃったんですかね」と語っている（ゼッケン981）。

#### 第11回大会〜第12回大会
第11回前の2002年11月に過度なトレーニングが祟って左膝を故障。2ヶ月半の入院生活を余儀なくされ脚力が低下。その後リハビリを開始した時には、本番まで1ヶ月を切っている状況で、退院後は、自宅のそり立つ壁さえ一度もクリアできずに本番に挑むことになった。
今大会はホタテ漁師の弟である秋山公宏（ゼッケン82）も出場し、1stのバランスブリッジでリタイアした。
本人はゼッケン99番で出場。秋山の前まで4人連続で1stをクリアしている中での挑戦となった。ジャンプハングは安定した攻略を見せた。直後の攻略は絶望的と思われていたそり立つ壁を3度目に成功させ、残り7秒でロープクライムに到達。最後はタイムアップの音と同時にボタンを押し、残り0.03秒で3年半ぶりの1stクリアを果たした。クリア後はオールスターズやインタビュアーから祝福の声が多く届き、涙を流した。3年半ぶりの進出となった2ndは残り2.8秒でクリア。3rdまで進出したが、初挑戦となったボディプロップで脱落し、自慢の腕力を見せることが出来なかった。
第12回は1stを危なげなく突破。2ndも難なく進んでいたが、ウォールリフティングの3枚目（50kg）の壁で足を挟んでしまうというアクシデントに見舞われる。しかし3rdは本人が「ボディプロップさえクリアすれば、あとは僕の得意分野です」と語った通り、持ち前の腕力で次々と難関エリアを攻略し、第4回以来となる最終エリア・パイプスライダーまで到達。移動を順手・逆手で行い、ゴール前に両逆手にする方法をとった。大きく反動をつけてしがみつこうとしたが弾かれ、脱落。今大会が完全制覇後の自己ベストとなっている（ゼッケン97）。

#### 第13回大会〜第17回大会
出場権獲得のために行われたSASUKEトライアルでは11.01秒のタイムを残し、総合10位となる。
第13回は大会前に自宅に製作したセットを解体した。本大会は1stが日没後の挑戦となったこともあり、ねじれた壁のロープの位置の確認に気を取られ、踏み切りを失敗してリタイア（ゼッケン91）。その後の大会では極力昼のうちに挑戦できるゼッケンまで下げられている。
第14回は1stねじれた壁を突破したものの、直後のそり立つ壁でタイムアップ（ゼッケン71）。
第15回は最高気温34℃の猛暑でスタミナ切れし、またしても1stそり立つ壁でタイムアップ。リベンジを果たすことが出来なかった（ゼッケン81）。
第16回は大会前に白鳥文平宅で長崎峻侑、小林信治らと「SASUKE合宿」を敢行。2大会連続でリタイアしているそり立つ壁を中心とした練習を行った。本大会はそり立つ壁を一発で成功し、11.00秒を残して4大会振りに1stをクリア。続く2ndでは、メタルスピンで多くの脱落者が出ている中、秋山も同エリアで掴みを失敗しリタイア（ゼッケン71）。
第17回は大会前に白鳥文平宅で長野、竹田敏浩らと「SASUKE合宿」を敢行。1stの新エリア・サークルスライダーでロイター板の使い方を誤り踏切に失敗し、サークルに手が届かず落下した（ゼッケン71）。また、第11回に続いて弟の秋山公宏が出場したが、放送では全カットとなっている。

#### 第18回大会〜第25回大会
第17回に長野誠が史上2人目の完全制覇を達成したことにより、秋山は引退を決意。大会後、秋山は「SASUKEのチャンピオンは、もう僕じゃなくて長野誠です」、「自分がした完全制覇は完全に過去のものだと思っています」というコメントを残している。完全に引退するわけではなく、気が向いたらまた挑戦したいという発言をしており、今後はその情熱を仕事と家族に向けたいと語っている。
第18・19回は欠場。
招待状が届いた第20回記念大会に出場が決定。ゼッケン1901番となり、トップバッターでの登場となった。1stポールメイズで時間を費やしてしまうも、続くジャンピングスパイダーをなんとか堪え攻略。その後ハーフパイプアタックのロープを掴み損ねて脱落した（ゼッケン1901）。
第21回は欠場。
第22回はゼッケン20番での出場。1st・ハーフパイプアタックでの助走の際に、1歩目を踏み外して滑落した。
第23回は欠場。
第24回は初めて坊主頭で出場。1stでは過去2度リタイアしているハーフパイプアタックをクリアするものの、直後のそり立つ壁でタイムアップ（ゼッケン62）。
第25回は抽選によりゼッケンが決められていたものの、完全制覇の3人はシードとしてそれぞれ100（漆原裕治）、99（長野誠）が与えられ、秋山はゼッケン98番での挑戦。第13回以来となるゼッケン90番台での出場、また日没後の挑戦となった。1stステージでは、復活エリアであるジャンプハング、その直後の新エリア、ブリッジジャンプではロープがよく見えずに戸惑う姿が見られたが見事攻略。しかしながらその後のそり立つ壁で再びタイムアップとなる。後のインタビューでは「そり立つ壁は人生の壁かな」というコメントを残している。
第26、27回は欠場。

#### 第28回大会
第17回の引退宣言後も度々出場をしていた秋山だが、第28回大会前に「これからはアームレスリング一本でやっていきたいっていう気持ちのほうが強くなってきて、今回でSASUKEは最後にしたいです」と語り、新しい夢を追いかけていることを告白した。
その後、番組視聴者および関係者に向けて、以下のメッセージを送っている。
本大会は妻と2人の息子を緑山に連れての参戦となり、オールスターズの先陣を切るゼッケン96番での登場となった。過去リタイア経験のある五段跳び、初挑戦のローリングエスカルゴを危なげなく攻略するも、直後のスピンブリッジ3つ目の玉でバランスを崩してリタイア。
競技後のインタビューでは、「自分は13年前に史上初の完全制覇をして、しばらく1人完全制覇者として良い想いをさせてもらいましたし、今自分たちより若い選手が活躍しているのを見ると、もう自分はもう終わったんだなという想いも今日ありましたし、自分はもうこれでSASUKEは卒業と思っているので、後に続くオールスターズの応援をします。どうもありがとうございました」と語り、会場は暖かい拍手に包まれた。
第32回に引退する長野誠の応援に白鳥と共に駆けつけた。本大会は夜露の影響で、ゼッケン94番のラギヴァル・アナスターズ以降の競技は翌日に順延され、長野を含めた竹田・山本のオールスターズの挑戦を見届けることは出来なかった。
第36回では初となる横浜赤レンガ倉庫でのFINAL生放送に合わせ、ゲストとして現場に招待された。

#### 第40回大会
ゼッケン3997番で10年ぶりに出場。収録に向けて10ヶ月間のトレーニングを行ってきた。1stでは、フィッシュボーンの対岸付近で際どいシーンがありながら攻略。直後のドラゴングライダーで、トランポリンから1本目のバーを掴めずリタイア。トランポリンエリアでリタイアしたのは第8回のジャンプハング以来となった。

### 大会別成績
| 大会       | ゼッケン | STAGE | 記録                 | 備考                     |
| ---------- | -------- | ----- | -------------------- | ------------------------ |
| 第2回大会  | 100      | 2nd   | WALL LIFTING RUN     | 2枚目、タイムアップ      |
| 第3回大会  | 99       | 2nd   | ウォールリフティング | 1枚目、タイムアップ      |
| 第4回大会  | 86       | FINAL | 完全制覇             | SASUKE史上初、最優秀成績 |
| 第6回大会  | 100      | 1st   | ジャンプハング       | 池に落下                 |
| 第7回大会  | 99       | 1st   | ジャンプハング       | 掴み失敗                 |
| 第8回大会  | 99       | 1st   | ジャンプハング       | 掴み失敗                 |
| 第9回大会  | 100      | 1st   | 五段跳び             | 着地地点、左足が着水     |
| 第10回大会 | 981      | 1st   | そり立つ壁           | タイムアップ             |
| 第11回大会 | 99       | 3rd   | ボディプロップ       | 3個目の空白              |
| 第12回大会 | 97       | 3rd   | パイプスライダー     | 着地失敗                 |
| 第13回大会 | 91       | 1st   | ねじれた壁           | 掴み失敗                 |
| 第14回大会 | 71       | 1st   | そり立つ壁           | タイムアップ             |
| 第15回大会 | 81       | 1st   | そり立つ壁           | タイムアップ             |
| 第16回大会 | 71       | 2nd   | メタルスピン         | 掴み失敗                 |
| 第17回大会 | 71       | 1st   | サークルスライダー   | 掴み失敗                 |
| 第20回大会 | 1901     | 1st   | ハーフパイプアタック | 掴み失敗                 |
| 第22回大会 | 20       | 1st   | ハーフパイプアタック | 滑落                     |
| 第24回大会 | 62       | 1st   | そり立つ壁           | タイムアップ             |
| 第25回大会 | 98       | 1st   | そり立つ壁           | タイムアップ             |
| 第28回大会 | 96       | 1st   | スピンブリッジ       | 3個目                    |
| 第40回大会 | 3997     | 1st   | ドラゴングライダー   | 1本目のバーを掴めず      |

### 通算成績
| 出場数 | 2nd進出 | 3rd進出 | FINAL進出 | 完全制覇 | 最優秀成績 |
| ------ | ------- | ------- | --------- | -------- | ---------- |
| 21回   | 6回     | 3回     | 1回       | 1回      | 1回        |

- 2022年 第40回大会終了時点
- 太字は最高記録

### SASUKEトライアル（2004年）
| 種目             | STAGE | 制限時間 | 残り時間 | 順位 | クリア人数 |
| ---------------- | ----- | -------- | -------- | ---- | ---------- |
| SASUKEトライアル | 1st   | 80秒     | 11.01秒  | 10位 | 15人       |

### テーマ曲
専用のBGMがテーマソングとして存在する。
| 曲名                  | 出典         | 初使用回 | 備考 |
| --------------------- | ------------ | -------- | ---- |
| The Scorpions Mission | G.I.ジェーン | 6回      |      |

## 特筆
弱視のため、ジャンプしてロープなどの障害物に掴まるエリアを苦手とし、特にジャンプハング、そり立つ壁のリタイアが多くジャンプハングは初挑戦の第6回から3大会連続で阻まれていた。だが第10回で初攻略以降出場した大会では8回続けて成功している。
クイックマッスル（後述）で好成績を残しているように腕力を要するエリアは得意で、3rdは挑戦した3回のうち、2回パイプスライダーまで進出している。
現時点でSASUKE完全制覇は第4回の秋山も含め、第17回の長野、第24回の漆原裕治と、第31回の森本裕介の4名が達成しているが、FINALを初挑戦で制覇したのは秋山と森本の2名だけである（長野は4回目、漆原は2回目の挑戦で制覇）。
ゼッケン100番（第2・6・9回）とゼッケン1番(第20回：正式には1901番)の両方を着用した経験のある唯一の選手でもある。
パイプスライダーの最後のジャンプでは、多くの選手が前後に反動をつけて弧を描くようにして飛ぶ中、秋山は後ろの反動をほとんどつけずに、直線的にゴール地点に飛びつくようにしている。パイプの後退に苦戦し、飛ぶ前に落下した選手が相次いだ第4回ではこれが功を奏してFINALに進出したが、第12回ではゴール地点が離されたことで、足をかけたものの勢いにはね返されてリタイアとなった。
3rd最終エリア到達数は2回。そのうち第4回は完全制覇を達成したが、前述の1stステージとの相性もあり、オールスターズとしては最少である。ちなみに同数記録した選手には高橋賢次、又地諒など第3期以降に活躍する有力選手が名を連ねる。
完全制覇者の中で唯一挑戦が全カットされた経験が無い。

## 筋肉番付での活躍

### クイックマッスル（3分間腕立て伏せ）
1996年9月7日、『筋肉番付』内で開催された『クイックマッスル全国選手権』に北海道代表として出場。予選はランキング4位で通過し、本選に出場。
本選では1回戦で260回の記録を残して2回戦進出。2回戦の相手は当時286回の最高記録を保持していたランキング1位の朝野公平。序盤からハイペースで回数を重ね、残り18秒あたりで朝野の持つ286回の記録を更新。最終的に307回の記録を残し、296回の朝野に勝利。秋山は「後のこと考えないで、これを勝てれば後は負けてもいいという気持ちでやった」というコメントを残している。
準決勝の相手は1回戦、2回戦共に250回の記録を残していた山田勝己。当時はセンサーが用意されておらず、秋山が低い姿勢の腕立てをしたとして2度の警告（1度につき10秒間カウントされないペナルティー）を受ける。終盤まで山田に引き離されるも、残り15秒から秋山が猛烈な追い上げを見せ、結果は両者298回。審議となり、秋山が2度の警告をうけていたため、山田が決勝へ駒を進めた。大会では敗れたものの、2回戦で記録した307回は大会最高記録となっている。
秋山はこの大会での活躍をきっかけにSASUKE出場を果たしている。
第17回終了時に、お台場マッスルパークにて10年ぶりの腕立て勝負が行われた。秋山は「テレビに出るようになったのがあの腕立てなんで、常に頭の中にはありますし、なんで警告が2回で負けなのかなって、今でも納得できないんです」と語り、本番前には「勝ってスッキリしたいです」と意気込んだ。10年のブランクを感じさせない両者は、秋山253回、山田222回で幕を閉じた。この勝負は『サスケマニア』にて放送された。

### MUSCLE RECORD 9ミニッツ（9分間腕立て伏せ）
1997年12月27日、『筋肉番付スペシャル!!』として東京湾アクアラインで行われた『MUSCLE RECORD 9ミニッツ』に北海道代表として出場。ルールは3分間腕立てして1分間休憩、これを3ラウンド繰り返すというもの。大会では597回を記録し、伊藤忠夫（682回）、山田勝己（644回）に次いで第3位となる。
また、秋山は45分間腕立て伏せ1500回という記録も保持している。

### 三色筋肉（マッスルジム）
2001年、『筋肉番付』の1コーナーである筋肉行脚にて山田勝己と対決を行った。序盤から快調なペースで山田を引き離すものの、山田が腕立て残り10秒で猛烈な追い上げを見せ逆転。結果は山田202回、秋山200回で山田の勝利となった。後ろでNo.1決定戦の垂れ幕が下がっていたため、収録されたのはスポーツマンNo.1決定戦時だと思われる。

### 海筋肉王（バイキング）
フジテレビの「海筋肉王」にも2005年4月に出場。
個人戦第2弾に初出場。予選会では1分間腕立て伏せ137回の記録で第1位の成績となった。1stスイングマストでリタイア。
| 大会        | ゼッケン | STAGE | 記録           | 備考     |
| ----------- | -------- | ----- | -------------- | -------- |
| 個人戦第2弾 | 50       | 1st   | スイングマスト | 着地失敗 |

## 本大会以外での出来事
- ゲームボーイ専用ソフト「筋肉番付GB3〜新世紀サバイバル列伝〜」に秋山をモデルにした「マッスルシーマン」というキャラクターで登場。全キャラ中トップクラスのパワーを持つミスター・ボンベ（山田勝己がモデル）に匹敵するパワーとスタミナを持つ。
- 第4回大会の1st〜FINALの映像は当時『筋肉番付』の公式サイトで視聴することができた。また、PS2専用ソフト『筋肉番付〜マッスルウォーズ21〜』の「マッスルシアター」で一定の条件を満たすことにより、FINALの映像をフルで視聴することができる。
- 2006年12月13日、お台場の「マッスルパーク」報道イベントに、山田・長野と共に参加。
- 2007年4月29日、マグロフェスタに長野・竹田・白鳥と共に参加。
- 2008年4月26日、マグロフェスタに長野・竹田・山田と共に参加。
- 同年4月27日、マグロフェスタに長野・竹田・山田・山本と共に参加。
- 2016年6月15日放送の「水曜日のダウンタウン」に出演。庄司智春がプレゼンした「ゲーム×現実 SASUKE マリオ」の企画に山田と共に『SASUKE』代表として出場。『SASUKE』とスーパーマリオメーカーを組み合わせた種目（本放送第32回の1st STAGE）に挑戦した。約3年半ぶりの挑戦となったが、第1エリアのクワッドステップスでジャンプ距離が足りず落水。その際山田に「秋山くんの癖で（足場の）上踏んでまうんですよ」と指摘されていたが、その山田も同じエリアで着水した。このリタイアについては漆原のYouTubeチャンネル内の動画で触れており、「両足を着いて踏ん張っていいって聞いていなかった。(それを知っていたら）山田さんと同じ落ち方しなかった。」と述べている[注 8][動画 4]。
- 2019年4月24日放送の同番組に再び出演した。アルコ＆ピース平子がプレゼンした「池谷直樹式の腕立て伏せ[注 9]、池谷直樹が最強説」に、クイックマッスル世界記録保持者として参加。池谷直樹、山田勝己、アントキノ猪木と競い、3分間で544回という圧倒的な記録で種目No.1を獲得した[3]。

## 出演

### テレビ（筋肉番付関連）
- 筋肉番付（TBS）
- SASUKE（TBS）
- 筋肉精鋭（TBS）
- ケイン・ザ・マッスル（TBS）
- 体育王国（TBS）
- 黄金筋肉（TBS）
- 海筋肉王（フジテレビ）
- BODY（TBS）
- サスケマニア（TBS）
- 完全ドキュメント SASUKEに生きる男たち（2006年10月18日、TBS）

### テレビ（その他）
- ZONE（TBS）
- 時空を超えた大実験!（2010年10月30日、TBS、山本進悟・長野誠・高橋賢次と共に出演）
- 水曜日のダウンタウン（2016年6月15日、2019年4月24日、TBS）

### DVD
- 『SASUKE』30回記念DVD 〜SASUKEヒストリー＆2014スペシャルエディション〜